# Russische Jahreszeiten
Russische Jahreszeiten (russisch Русские сезоны / Russkije sesony, wiss. Transliteration Russkie sezony; engl. „Russian Seasons“) ist ein russisches internationales Kulturprojekt, das mehr als hundert führende Kulturinstitutionen und Kreativteams der Russischen Föderation vereint. The Russian Seasons-Festival ist eine Initiative der Regierung der Russischen Föderation und des Ministeriums für Kultur der Russischen Föderation.
Unter den teilnehmenden Ensembles befinden sich die namhaften Kulturinstitutionen des Landes, wie das Bolschoi-Theater, das Mariinski-Theater, das Alexandrinski-Theater, die Tretjakow-Galerie, das Russische Museum, das Puschkin-Museum oder das Sinfonieorchester des Mariinski-Theaters.
Die folgende Übersicht gibt einen Überblick über Teilnehmer eines Jahres (Stand: 10. Juli 2019).

## Teilnehmer (Auswahl)
- Staatliche Tretjakow-Galerie, Moskau
- Theater des jungen Zuschauers Alexander Brjanzew, St. Petersburg
- Theater Music Hall, St. Petersburg
- St. Petersburger Staatliches Akademisches Ballett-Theater Leonid Jacobson[3]
- Produktionsgesellschaft von Ilja Averbuch, Eis-Show
- Tschaikowsky-Symphonieorchester des Moskauer Rundfunks, Moskau
- Swerdlowsker Staatliches Akademisches Theater der musikalischen Komödie
- Staatliches Museum Michail Scholochow in Wjoschenskaja Staniza
- Swerdlowsker Staatliche Akademische Philharmonie
- Mossowjet-Theater, Moskau
- Vokalensemble Intrada, Moskau
- Gerassimow-Institut für Kinematographie, Moskau
- Tschuwaschisches staatliches Theater für Oper und Ballett
- Kaluga Regional Philharmonic
- Kasaner Staatliches Schiganow Konservatorium
- Akademisches Tanzensemble Dagestans Lesginka
- Waganowa-Ballettakademie, Moskau
- Staatliches Theater für junge Zuschauer Astrachan
- Allrussisches Museum für Kunsthandwerk und Volkskunst
- Allrussisches Jugendorchester unter der Leitung von Juri Baschmet
- Moskauer Musiktheater Helikon-Oper unter der Leitung von Dmitrij Bertman
- Alexander Scriabin Memorial Museum, Moskau[4]
- Staatliches Museum der Geschichte der russischen Literatur Wladimir Dahl[5]
- Mariinski-Theater, St. Petersburg
- Staatliches Akademisches Zentrales Obraszow-Puppentheater
- Staatliches Kammerorchester Virtuosen Moskaus, Moskau
- Staatliches Lermontow-Museum, Pjatigorsk,
- Staatlicher Alexander-Puschkin-Museumskomplex Michailowskoje
- Staatliches Historisches Wasilij Polenow-Kunst- und Landschaftsmuseum
- Staatliches Landschaftsmuseum Peterhof,
- Staatliches Landschaftsmuseum Zarskoje Selo (Katharinenhof)
- Staatliches Museums- und Ausstellungszentrum „ROSISO“
- Staatliches A. W. Schtschussew-Museum für Architektur[6]
- Russisches Museum, Moskau
- Jekaterinburger Theater für zeitgenössische Choreografie, Jekaterinburg[7]
- Igor Butman und Solisten des Moskauer Jazzorchesters - Igor Butman-Quintett[8]
- Altaier Staatliche Philharmonie, Barnaul,[9]
- Moskauer Staatliche Akademische Philharmonie, Moskau
- Ensemble für Moderne Musik,  Moskau
- Moskauer Theater Et Cetera[10]
- „Schule des modernen Bühnenstücks“, Moskau
- Museum der Weltmeere, Kaliningrad
- Zentralmuseum des Großen Vaterländischen Krieges
- Museum „Schlacht von Stalingrad“, Wolgograd
- Museums und Ausstellungsvereinigung Manege, Moskau
- Russisches ethnographisches Museum, Abteilung des Russischen Museum
- Russisches Ballett-Theater unter der Leitung von Anna Grogol (Russisch National-Ballett)
- St. Petersburger Staatliches Akademisches Repin-Institut für Malerei, Bildhauerei und Architektur bei der Russischen Kunstakademie
- Staatliche Akademische Kapelle von St. Petersburg
- Staatliches Akademisches Ballett-Theater von Boris Eifman
- Wachtangow-Theater, Moskau
- Satirikon-Theater, Theater für Unterhaltungskunst Arkadij Rajkin, Moskau
- Theatrium an der Serpuchowka, Moskau[11]
- Staatliches Lew Tolstoi-Museum, Moskau
- Staatliches Opern- und Ballett-Theater Pjotr Iljitsch Tschaikowski, Perm
- Staatliches Museum Wladimir-Susdal
- Staatliches Museum für Religionsgeschichte, St. Petersburg
- Sojusmultfilm
- Rem Urasin,  Pianist
- Festival des russischen Films Kurze Begegnungen[12]
- Russisch-deutsche Musikakademie[13]
- Musik- und Dramen-Theater Surgut
- Granin und Deutschland. Der schwierige Weg zur Aussöhnung. Tage der russischen geistigen Kultur, Konferenz[14]
- Staatliches Puschkin-Theaterzentrum in St. Petersburg
- Theater Bremen